# 小ロシア
小ロシア（しょうロシア）あるいは小ルーシ（しょうルーシ、: Μικρά Ρωσία）は、東欧の地名で、ルーシ人の本土を指す用語であり、ウクライナの旧称の一つである。14世紀にギリシャ正教会の行政概念として登場したものの、17世紀以降にロシア帝国の政治概念に変貌していった。20世紀初頭よりウクライナの蔑称として用いられる。

## 概要
「小ロシア」（小ルーシ）の用語は、14世紀のギリシャの聖職者によって作り出されたとされる。13世紀半ばにキエフ大公国（ルーシ）がモンゴル帝国に滅ぼされ、その大公国の後継者としてハールィチ・ヴォルィーニ大公国（南西ルーシ）とウラジーミル・スーズダリ大公国（北東ルーシ）が誕生すると、コンスタンディヌーポリ総主教庁に属した従来のキエフ府主教区を分割するための前提が成立した。ギリシャの聖職者は、2つの大公国を区分する必要性があったため、古代ギリシャの「小ヘラス」と「大ヘラス」の地域的区分を応用し、南西ルーシを「小ロシア」、北東ルーシを「大ロシア」と呼んだ。
1303年、ハールィチ・ヴォルィーニ大公国の君主の依頼に応じて、コンスタンディヌーポリ総主教庁はキエフ府主教区を分割し、北東ルーシの地域で大ロシア府主教区、南西ルーシの地域で小ロシア府主教区を創立した。
「小ロシア」は教会用語であったため、ハールィチ・ヴォルィーニ大公国のリューリク朝の諸大公による世俗の外交文章では用いられることがなかったが、リューリク朝が絶えてピャスト朝に変わると、1335年にユーリイ2世によって初めて「全小ルーシの公」という称号の形で、用いられるようになった。しかし、1340年代にハールィチ・ヴォルィーニ大公国がポーランド王国とリトアニア大公国の間に分割されると、小ロシア府主教区も廃止され、14世紀半ば以降、「小ロシア」の用語自体は世俗界と教会界からも姿を消した。
17世紀初めに、「小ロシア」という概念は正教会のルーシ系聖職者の活動によってよみがえった。1458年、モスクワの正教会の独立に伴い、コンスタンディヌーポリ総主教庁は新たなキエフ府主教区を創立し、ポーランド・リトアニア共和国に正教徒のルーシ人が居住する地域の統制を任せた。このキエフ府主教区は1596年のブレスト合同とルーシ帰一教会の創立によって一時的に解消されたが、1620年に復活した。この府主教区復活運動に正教会の聖職者は大きな役割を果たし、正教徒の在住地域を「小ロシア」と呼び始め、ポーランド・リトアニア共和国における正教会の団結力と正教徒の自意識の強化を図った。
1648年にポーランド・リトアニア共和国におけるフメリニツキーの乱が勃発し、事実上でウクライナ・コサックのヘーチマン国家が誕生すると、その国家の外交に携わったルーシ系聖職者はヘーチマン国家を「小ロシア」と呼び、「小ロシア」を国号の同義語としてモスクワ大公国との外交文書で使用した。聖職者が「小ロシア」を流行らせた結果、1654年にペレヤスラウ条約によりヘーチマン国家がモスクワ大公国の保護国になった後、モスクワのツァーリは自らの称号を「ツァーリならびに大公、全大・小・白ロシアの主」と改め、ヘーチマン国家との外交関係を司る小ロシア省が設置された。その頃より、ウクライナ・コサックの国家の住民は「小ロシア人」、彼らの言語は「小ロシア語」と呼ばれるようになった。
1667年にヘーチマン国家はドニプロ川を境にしてモスクワとポーランドの間に分割され、「小ロシア」という地名の範囲はモスクワの支配下に置かれたヘーチマン国家の左岸、左岸ウクライナまで縮小した。1722年に当地でのコサックのヘーチマン政府は廃止され、1734年までにロシア政府の小ロシア委員会はコサックの統制を行った。その後ヘーチマン政府は一時期に回復されたものの、1764年に最終的に廃止されることとなった。このことによりヘーチマン国家は亡ぼされ、その代わりに小ロシア統監府が置かれ、左岸ウクライナの統治を行った。1781年にエカチェリーナ2世の命令によりウクライナ・コサックの連隊制が廃止され、コサック身分が抹消され、コサックの領内で3つの代官地が設置された。それらの代官地は1796年に小ロシア県として統一されたが、1802年にチェルニゴフ県とポルタヴァ県に分割された。
18世紀末にポーランド分割によりロシア帝国の領土が西方へ拡大し、「小ロシア」の範囲はウクライナ人が居住する右岸ウクライナとヴォルィーニまで延長された。また19世紀初頭から「小ロシア」にスロボダ・ウクライナの地域も含まれるようになった。こうして、19世紀初頭以降「小ロシア」はウクライナの西部・北部・東部・中部を指す地名となり、政治・経済・学術・文化の様々な分野で広く用いられるようになった。「小ロシア」の他に「南ロシア」と「南西ロシア」という言葉も、ウクライナ人の在住地域を示す用語も存在した。しかし、19世紀後半より、ウクライナの知識人・啓蒙家はウクライナ民族運動を起こし、「小ロシア」のかわりに民間に親しまれていた「ウクライナ」という用語を頻繁に使用しはじめた。その理由は「小ロシア」の意味の変化にあったと考えられる。本来の「小ロシア」は「ルーシの本土」を意味していたが、18世紀末以降ロシア帝国の辺境地としてウクライナの地方性を強調する「小さなロシア」という意味に変わった。20世紀初頭に「小ロシア」はウクライナの知識人によって蔑称として認識されるようになり、マスコミ・文学・学問・政治などにおいて「ウクライナ」に改変された。
20世紀に存在したウクライナ人民共和国ならびにウクライナ・ソビエト社会主義共和国において「小ロシア」は否定的な意味を持つ用語として公式な使用から削除された。現在のウクライナでも「小ロシア」は否定語の色合いを維持している。しかし、ウラジーミル・プーチン政権関係者、政権傘下のメディアとアカデミック、極右勢力の間では現在のウクライナ国家の正統性を否定するため「小ロシア」の用語が用いられることがある。

## 小ロシア主義
「小ロシア」の地名に由来し、ウクライナ人の間に見られるロシアに対する劣等感、「小ロシア主義」（ウクライナ語: Малоросійство）という社会的・心理的現象が存在する。その現象の原因は、ウクライナが長い間にロシアに支配されて、政治・社会・学問・文化などの多面において抑圧されてきたことにあると考えられる。小ロシア主義の信奉者は、ウクライナ人でありながら、ウクライナの政治・社会・文化・伝統に対し偏見あるいは敵意を抱いて発展の必要性を否定しており、ロシアの社会を崇めてロシアの文化を優先し、ウクライナをロシアの政治文化圏の不可欠な国あるいは地方として位置づけている人である。19世紀のウクライナ知識人ムィハーイロ・ドラホマーノウは、小ロシア主義者はロシアの文化的影響によってウクライナの国民性が屈折されてロシア化したウクライナ人であると定義している。また、20世紀前半のウクライナ政治論者ヴヤチェスラーウ・ルィプィーンシクィイは、小ロシア主義が「無国の民の病」・「奴隷の心理」であると述べている。
小ロシア主義の反対語としてマゼッパ主義という用語が用いられることがある。
小ロシア主義の信奉者には、コサックの為政者イヴァン・イースクラとヴァスィーリ・コチュベーイ、作家ニコライ・ゴーゴリ、政治家パウロー・スコロパードシクィイ、学者ウラジミール・ベルナドスキー、技術者のセルゲイ・コロリョフなどが数えられる。